# Tanimainiku (Butaritari)
Tanimainiku ist eine Siedlung im Südosten des Butaritari-Atolls in den zum Inselstaat Kiribati gehörenden Gilbertinseln im Pazifischen Ozean mit einer Landfläche von 0,14 km². 2020 hatte der Ort 219 Einwohner.

## Geographie
Tanimainiku liegt an der südöstlichen Spitze des Atolls von Butaritari. Das nächstgelegene Dorf im Westen ist Tanimaiaki. Der Teibo Causeway verbindet Tanimainiku mit dem nördlich gelegenen Keuea.

## Klima
Das Klima ist tropisch heiß, wird jedoch von ständig wehenden Winden gemäßigt. Ebenso wie die anderen Orte des Butaritari-Atolls wird Tanimainiku gelegentlich von Zyklonen heimgesucht.